# Их Кремль
«Их Кремль» — историко-документальная книга, выстроенная в форме девяти диалогов с социально значимыми персонажами постперестроечной эпохи. Подписана в печать 16 ноября 1992 года. Тираж 50 000 экземпляров.

## История
Идея данного проекта родилась у издателя газеты «Новый Взгляд» Евгения Додолева как ответ на реакцию подписчиков и читателей, которые в редакционной почте задавали вопросы относительно различных аспектов биографий социально значимых современников. 
Семь эксклюзивных интервью выполнены мастером жанра Андреем Ванденко; Евгений Додолев написал послесловие об авторском понимании феномена культа личностей и записал беседы с писателем Виталием Коротичем и генералом КГБ Олегом Калугиным.
Как отмечали читатели газеты «Аргументы и факты» много лет спустя,
Там интервью со многими в то время известными людьми…
«Московский комсомолец» в сентябре 2010 года отмечал:
Виталий Коротич на страницах сборника «Их Кремль» талантливо и медицински точно описывал метания журналиста

## Сюжет
Сюжет как таковой отсутствует — главы выстроены в алфавитном порядке.
В сборнике представлены активные участники постперестроечной политики:
- Виктор Алкснис
- Елена Боннэр[5]
- Дмитрий Васильев
- Владимир Жириновский, который в начале 90-х активно сотрудничал с «Новым Взглядом» как колумнист[6]
- Олег Калугин
- Виталий Коротич, в период работы в США вёл рубрику в эпистолярном жанре в «Новом Взгляде»[7]
- Альберт Макашов
- Александр Невзоров
- Сажи Умалатова

Один из героев сборника, бывший главный редактор журнала «Огонёк» В. Коротич, подчеркивал, что под одной обложкой собраны персонажи трудносовместимые:
Таков градус взаимного недоверия, что невольно на ум приходит словосочетание «гражданская война». Хотя это все советские люди…